# Hitachi Astemo Rivale
Hitachi Astemo Rivale är en damvolleybollklubb från Hitachinaka, Ibaraki. Klubben grundades 1980. Den debuterade i högsta serien 1998. De åkte ur serien 2009 och återkom 2013. De har som bäst kommit tvåa, både i mästerskapet och i Kejsarinnans cup. Laget är sponsat av Hitachi Astemo, ett företag i Hitachi-gruppen, och har under årens lopp haft olika namn: Hitachi Sawa, Hitachi Automotive Systems, Hitachi Rivale och sedan 2021 det nuvarande.